# Cykling vid olympiska sommarspelen 2012
Cykling vid olympiska sommarspelen 2012 avgjordes mellan 28 juli och 12 augusti 2012 i London i Storbritannien.
18 olika tävlingar i fyra olika cykelsporter: bancykling, landsvägscykling, mountainbike och BMX. Detta blev andra gången BMX var med på programmet efter att ha gjort debut i Peking fyra år tidigare. Inför spelen 2012 genomfördes ett större antal förändringar i programmet för bancykling - herrarnas madison samt individuellt förföljelselopp och poänglopp för damer och herrar togs bort för att göra plats åt nya grenar: lagsprint, lagförföljelse och keirin för damer samt omnium för både damer och herrar. Dessa förändringar gjorde att damerna fick samma program som herrarna.

## Program

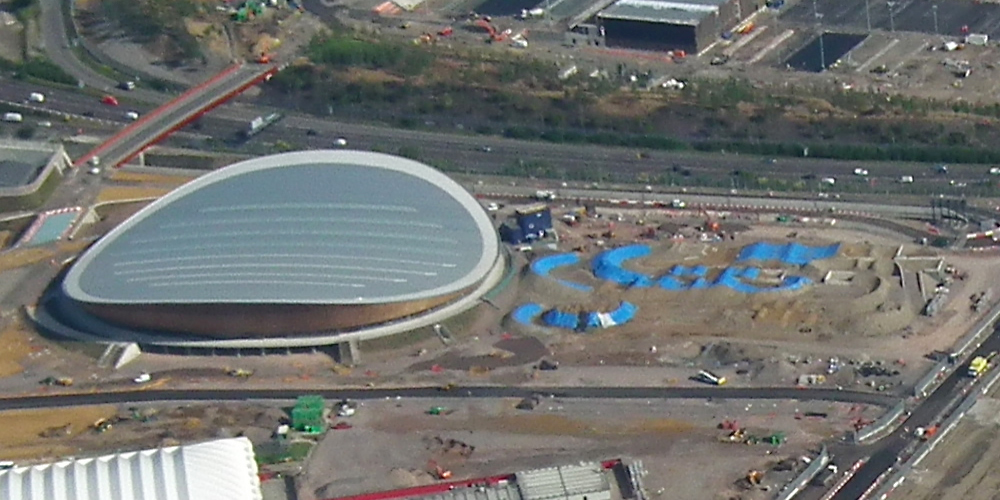
London Velopark med velodrom- och BMX-bana.

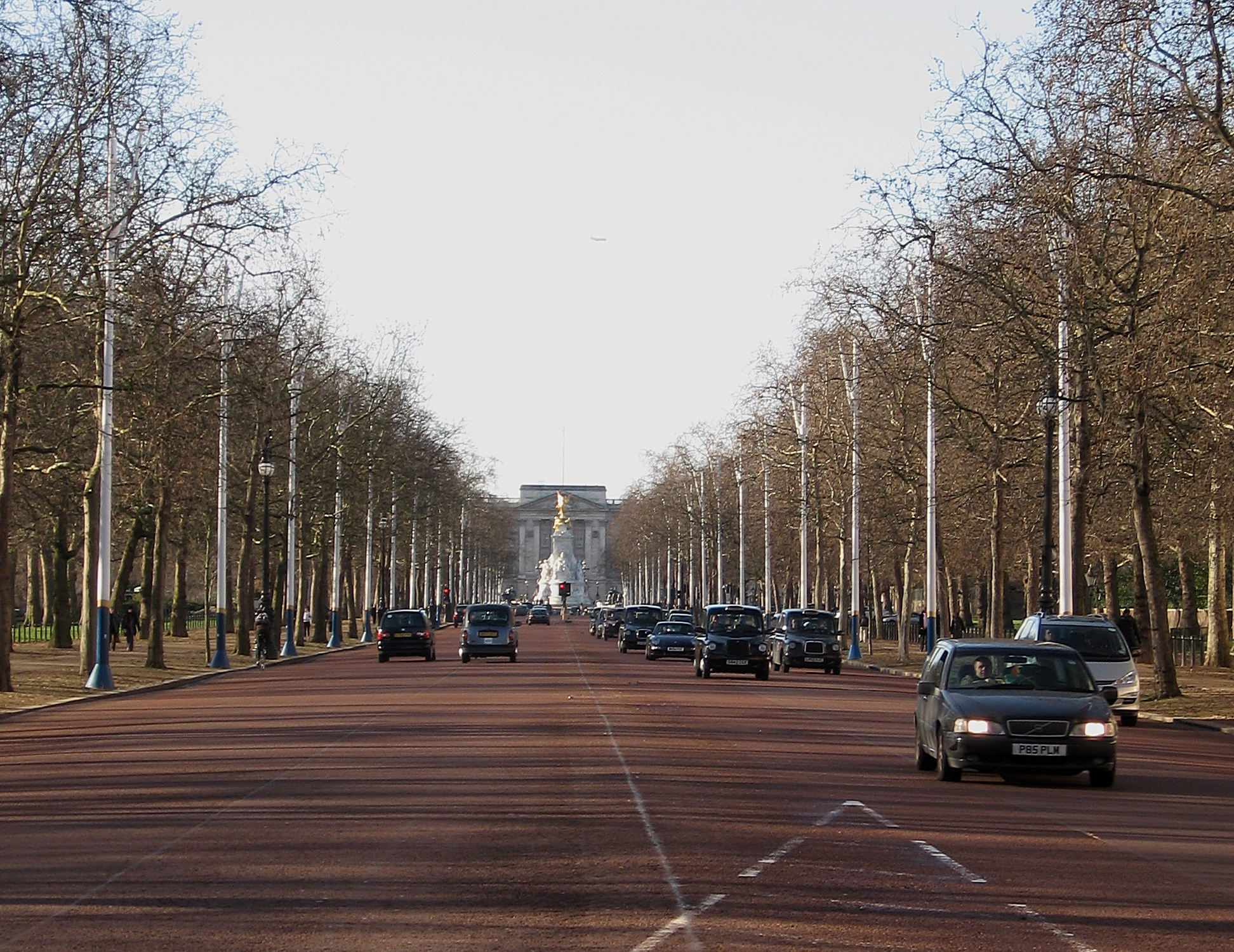
The Mall - start och mål för linjeloppet.

| Turnering                | 28 Lör | 29 Sön | 30 Mån | 31 Tis | 1 Ons | 2 Tor | 3 Fre | 4 Lör | 5 Sön | 6 Mån | 7 Tis | 8 Ons | 9 Tor | 10 Fre | 11 Lör | 12 Sön |
| ------------------------ | ------ | ------ | ------ | ------ | ----- | ----- | ----- | ----- | ----- | ----- | ----- | ----- | ----- | ------ | ------ | ------ |
| Damernas linjelopp       |        |        |        |        |       |       |       |       |       |       |       |       |       |        |        |        |
| Herrarnas linjelopp      |        |        |        |        |       |       |       |       |       |       |       |       |       |        |        |        |
| Damernas tempolopp       |        |        |        |        |       |       |       |       |       |       |       |       |       |        |        |        |
| Herrarnas tempolopp      |        |        |        |        |       |       |       |       |       |       |       |       |       |        |        |        |
| Damernas sprint          |        |        |        |        |       |       |       |       |       |       |       |       |       |        |        |        |
| Herrarnas sprint         |        |        |        |        |       |       |       |       |       |       |       |       |       |        |        |        |
| Damernas lagsprint       |        |        |        |        |       |       |       |       |       |       |       |       |       |        |        |        |
| Herrarnas lagsprint      |        |        |        |        |       |       |       |       |       |       |       |       |       |        |        |        |
| Damernas keirin          |        |        |        |        |       |       |       |       |       |       |       |       |       |        |        |        |
| Herrarnas keirin         |        |        |        |        |       |       |       |       |       |       |       |       |       |        |        |        |
| Damernas lagförföljelse  |        |        |        |        |       |       |       |       |       |       |       |       |       |        |        |        |
| Herrarnas lagförföljelse |        |        |        |        |       |       |       |       |       |       |       |       |       |        |        |        |
| Damernas omnium          |        |        |        |        |       |       |       |       |       |       |       |       |       |        |        |        |
| Herrarnas omnium         |        |        |        |        |       |       |       |       |       |       |       |       |       |        |        |        |
| Damernas BMX             |        |        |        |        |       |       |       |       |       |       |       |       |       |        |        |        |
| Herrarnas BMX            |        |        |        |        |       |       |       |       |       |       |       |       |       |        |        |        |
| Damernas mountainbike    |        |        |        |        |       |       |       |       |       |       |       |       |       |        |        |        |
| Herrarnas mountainbike   |        |        |        |        |       |       |       |       |       |       |       |       |       |        |        |        |

## Medaljtabell
| Pl.    | Nation         | Guld | Silver | Brons | Totalt |
| ------ | -------------- | ---- | ------ | ----- | ------ |
| 1      | Storbritannien | 8    | 2      | 2     | 12     |
| 2      | Tyskland       | 1    | 4      | 1     | 6      |
| 3      | Frankrike      | 1    | 3      | 0     | 4      |
| 4      | Australien     | 1    | 2      | 3     | 6      |
| 5      | USA            | 1    | 2      | 1     | 4      |
| 6      | Colombia       | 1    | 1      | 1     | 3      |
| 7      | Nederländerna  | 1    | 0      | 2     | 3      |
| 8      | Kazakstan      | 1    | 0      | 0     | 1      |
| 8      | Danmark        | 1    | 0      | 0     | 1      |
| 8      | Lettland       | 1    | 0      | 0     | 1      |
| 8      | Tjeckien       | 1    | 0      | 0     | 1      |
| 12     | Kina           | 0    | 2      | 1     | 3      |
| 13     | Nya Zeeland    | 0    | 1      | 2     | 3      |
| 14     | Schweiz        | 0    | 1      | 0     | 1      |
| 15     | Ryssland       | 0    | 0      | 2     | 2      |
| 16     | Kanada         | 0    | 0      | 1     | 1      |
| 16     | Hongkong       | 0    | 0      | 1     | 1      |
| 16     | Norge          | 0    | 0      | 1     | 1      |
| 16     | Italien        | 0    | 0      | 1     | 1      |
| Totalt | Totalt         | 18   | 18     | 19    | 55     |

## Medaljsammanfattning

### Landsvägscykling
Damer
| Gren               | Guld                       | Guld                       | Silver                           | Silver                           | Brons                      | Brons                      |
| ------------------ | -------------------------- | -------------------------- | -------------------------------- | -------------------------------- | -------------------------- | -------------------------- |
| Linjelopp detaljer | Marianne Vos Nederländerna | Marianne Vos Nederländerna | Lizzie Armitstead Storbritannien | Lizzie Armitstead Storbritannien | Olga Zabelinskaja Ryssland | Olga Zabelinskaja Ryssland |
| Tempolopp detaljer | Kristin Armstrong USA      | Kristin Armstrong USA      | Judith Arndt Tyskland            | Judith Arndt Tyskland            | Olga Zabelinskaja Ryssland | Olga Zabelinskaja Ryssland |

Herrar
| Gren               | Guld                           | Guld                           | Silver                  | Silver                  | Brons                       | Brons                       |
| ------------------ | ------------------------------ | ------------------------------ | ----------------------- | ----------------------- | --------------------------- | --------------------------- |
| Linjelopp detaljer | Aleksandr Vinokurov Kazakstan  | Aleksandr Vinokurov Kazakstan  | Rigoberto Urán Colombia | Rigoberto Urán Colombia | Alexander Kristoff Norge    | Alexander Kristoff Norge    |
| Tempolopp detaljer | Bradley Wiggins Storbritannien | Bradley Wiggins Storbritannien | Tony Martin Tyskland    | Tony Martin Tyskland    | Chris Froome Storbritannien | Chris Froome Storbritannien |

### Bancykling
Damer
| Gren                    | Guld                                                    | Guld                                                    | Silver                                     | Silver                                     | Brons                                                | Brons                                                |
| ----------------------- | ------------------------------------------------------- | ------------------------------------------------------- | ------------------------------------------ | ------------------------------------------ | ---------------------------------------------------- | ---------------------------------------------------- |
| Sprint detaljer         | Anna Meares Australien                                  | Anna Meares Australien                                  | Victoria Pendleton Storbritannien          | Victoria Pendleton Storbritannien          | Guo Shuang Kina                                      | Guo Shuang Kina                                      |
| Lagsprint detaljer      | Tyskland Kristina Vogel Miriam Welte                    | Tyskland Kristina Vogel Miriam Welte                    | Kina Gong Jinjie Guo Shuang                | Kina Gong Jinjie Guo Shuang                | Australien Kaarle McCulloch Anna Meares              | Australien Kaarle McCulloch Anna Meares              |
| Keirin detaljer         | Victoria Pendleton Storbritannien                       | Victoria Pendleton Storbritannien                       | Guo Shuang Kina                            | Guo Shuang Kina                            | Lee Wai Sze Hongkong                                 | Lee Wai Sze Hongkong                                 |
| Lagförföljelse detaljer | Storbritannien Danielle King Laura Trott Joanna Rowsell | Storbritannien Danielle King Laura Trott Joanna Rowsell | USA Sarah Hammer Dotsie Bausch Jennie Reed | USA Sarah Hammer Dotsie Bausch Jennie Reed | Kanada Tara Whitten Gillian Carleton Jasmin Glaesser | Kanada Tara Whitten Gillian Carleton Jasmin Glaesser |
| Omnium detaljer         | Laura Trott Storbritannien                              | Laura Trott Storbritannien                              | Sarah Hammer USA                           | Sarah Hammer USA                           | Annette Edmondson Australien                         | Annette Edmondson Australien                         |

Herrar
| Gren                    | Guld                                                                | Guld                                                                | Silver                                                             | Silver                                                             | Brons                                                      | Brons                                                      |
| ----------------------- | ------------------------------------------------------------------- | ------------------------------------------------------------------- | ------------------------------------------------------------------ | ------------------------------------------------------------------ | ---------------------------------------------------------- | ---------------------------------------------------------- |
| Sprint detaljer         | Jason Kenny Storbritannien                                          | Jason Kenny Storbritannien                                          | Grégory Baugé Frankrike                                            | Grégory Baugé Frankrike                                            | Shane Perkins Australien                                   | Shane Perkins Australien                                   |
| Lagsprint detaljer      | Storbritannien Philip Hindes Chris Hoy Jason Kenny                  | Storbritannien Philip Hindes Chris Hoy Jason Kenny                  | Frankrike Grégory Bauge Michaël D'Almeida Kévin Sireau             | Frankrike Grégory Bauge Michaël D'Almeida Kévin Sireau             | Tyskland René Enders Maximilian Levy Robert Förstemann     | Tyskland René Enders Maximilian Levy Robert Förstemann     |
| Keirin detaljer         | Chris Hoy Storbritannien                                            | Chris Hoy Storbritannien                                            | Maximilian Levy Tyskland                                           | Maximilian Levy Tyskland                                           | Simon van Velthooven Nya Zeeland Teun Mulder Nederländerna | Simon van Velthooven Nya Zeeland Teun Mulder Nederländerna |
| Lagförföljelse detaljer | Storbritannien Ed Clancy Geraint Thomas Steven Burke Peter Kennaugh | Storbritannien Ed Clancy Geraint Thomas Steven Burke Peter Kennaugh | Australien Jack Bobridge Glenn O'Shea Rohan Dennis Michael Hepburn | Australien Jack Bobridge Glenn O'Shea Rohan Dennis Michael Hepburn | Nya Zeeland Sam Bewley Aaron Gate Marc Ryan Jesse Sergent  | Nya Zeeland Sam Bewley Aaron Gate Marc Ryan Jesse Sergent  |
| Omnium detaljer         | Lasse Norman Hansen Danmark                                         | Lasse Norman Hansen Danmark                                         | Bryan Coquard Frankrike                                            | Bryan Coquard Frankrike                                            | Ed Clancy Storbritannien                                   | Ed Clancy Storbritannien                                   |

### BMX
| Gren                   | Guld                      | Guld                      | Silver                    | Silver                    | Brons                        | Brons                        |
| ---------------------- | ------------------------- | ------------------------- | ------------------------- | ------------------------- | ---------------------------- | ---------------------------- |
| Damernas BMX detaljer  | Mariana Pajón Colombia    | Mariana Pajón Colombia    | Sarah Walker Nya Zeeland  | Sarah Walker Nya Zeeland  | Laura Smulders Nederländerna | Laura Smulders Nederländerna |
| Herrarnas BMX detaljer | Māris Štrombergs Lettland | Māris Štrombergs Lettland | Sam Willoughby Australien | Sam Willoughby Australien | Carlos Oquendo Colombia      | Carlos Oquendo Colombia      |

### Mountainbike
| Gren                            | Guld                      | Guld                      | Silver                | Silver                | Brons                         | Brons                         |
| ------------------------------- | ------------------------- | ------------------------- | --------------------- | --------------------- | ----------------------------- | ----------------------------- |
| Damernas mountainbike detaljer  | Julie Bresset Frankrike   | Julie Bresset Frankrike   | Sabine Spitz Tyskland | Sabine Spitz Tyskland | Georgia Gould USA             | Georgia Gould USA             |
| Herrarnas mountainbike detaljer | Jaroslav Kulhavý Tjeckien | Jaroslav Kulhavý Tjeckien | Nino Schurter Schweiz | Nino Schurter Schweiz | Marco Aurelio Fontana Italien | Marco Aurelio Fontana Italien |

Denna tabell: visa • redigera